# Indianisme (arts)
Pour les articles homonymes, voir Indianisme.

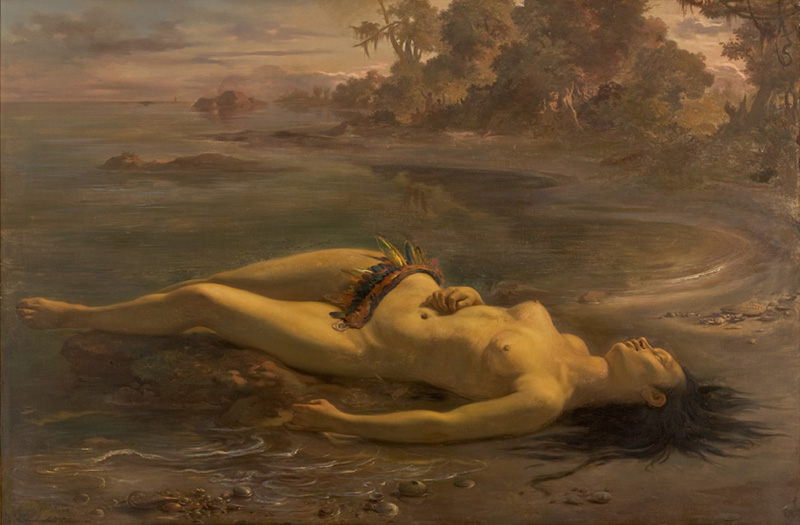
Victor Meirelles, Moema (tableau de 1866, Musée d'art de São Paulo).

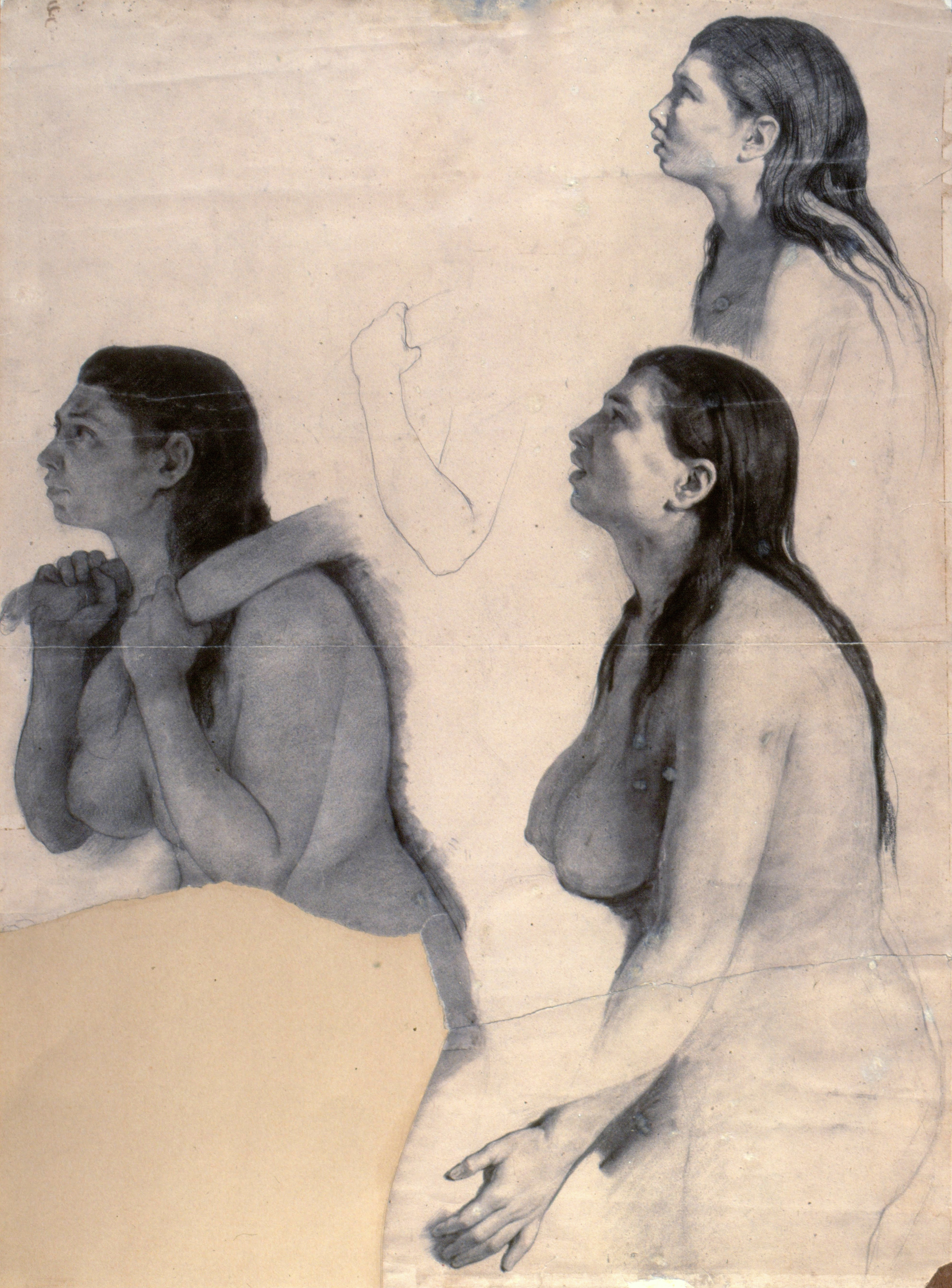
Victor Meirelles, dessin préparatoire pour son tableau Primeira Missa no Brasil (1858 - 1861, Musée national des Beaux-Arts du Brésil).

Dans la littérature brésilienne, l'indianisme est le terme qui désigne l'idéalisation de l'Indien, parfois dépeint comme un héros national mythique. C'était l'une des particularités du romantisme au Brésil (pt) et cela a également une extension, aussi petite soit-elle, dans les arts plastiques brésiliens au cours du XIXe siècle.
Alors que sur le continent européen, les romantiques idéalisaient le chevalier médiéval, au Brésil, il n'y avait pas d'autre solution que de diviniser l'homme indigène, puisque dans ce pays, le Moyen Âge n'a pas été vécu historiquement.
L'indianisme de Castro Alves apporte la poésie anti-esclavagiste, valorisant le chant de la nature et l'indianisme. La poésie noire au Brésil, en particulier, a connu son apogée avec João da Cruz e Sousa et Jorge de Lima (pt). Avec l'œuvre de José de Alencar, l'indianisme romantique est une expression de l'épique associée au lyrique dans des dimensions mythiques. Il critique la société carioca, la ville où il a grandi, en soulevant les aspects négatifs et les coutumes bourgeoises. Dans ces œuvres, il y a une prédominance de personnages de la haute société, avec la présence remarquable de la figure féminine. Les pauvres ou les esclaves n'ont que peu ou pas de rôle dans les intrigues. L'œuvre de Gonçalves Dias, en revanche, fait référence à un cas de sentiment nativiste ; il devient même synonyme d'indépendance dans sa modalité d'indianisme romantique.
Le roman indianiste, typiquement brésilien, a été l'une des principales tendances du romantisme de ce pays. Le prestige de l'indianisme — qui faisait de l'Indien et des coutumes indigènes un centre d'intérêt littéraire — auprès du public était large et immédiat. Plusieurs facteurs ont contribué à sa création, parmi lesquels :
- Les idées du penseur des Lumières et préromantique Jean-Jacques Rousseau. Selon lui, l'homme est originellement pur, mais il est corrompu au contact de la civilisation. Par conséquent, Rousseau voit dans l'homme primitif le modèle de l'être humain.
- Au Brésil, ces idées ont été pleinement acceptées par les artistes et le public, car l'Indien local pouvait être identifié comme le bon sauvage de Rousseau ; l'ancienne colonie portugaise ne dispose pas du riche matériau médiéval aventureux du romantisme européen : le chevalier médiéval représentait la figure du héros romantique, juste, fidèle, courageux, fort et éthique. C'est ainsi l'autochtone des territoires coloniaux brésiliens qui représente la pureté, l'innocence de l'homme non corrompu par la société, en plus de ressembler aux héros médiévaux. Le Brésil lui-même, nouvellement indépendant, devient une sorte de « paradis américain » à l'abri de la décadence culturelle des civilisations portugaise et européenne en général.

## Contexte
En Europe, le romantisme a cherché son héros dans les chevaliers médiévaux. Au Brésil, le chevalier héros ne pouvait pas exister, puisque le pays est trop jeune pour avoir vécu le Moyen Âge. Les Portugais ne pouvaient pas non plus être les héros, puisque le Brésil venait de conquérir son indépendance, entretenant donc un ressentiment envers les Portugais ; encore moins les Noirs, venus d'Afrique, puisque la pensée de l'époque ne le permettait pas. Restaient les Indiens, la population qui habitait le pays avant la conquête européenne.
Quoique s'écartant de l'indianisme et étant une voix marginale au sein du romantisme, Castro Alves est entré dans l'histoire comme le « poète des esclaves », en créant des poèmes abolitionnistes et antiracistes tels que O Navio Negreiro (Le Navire négrier) et Vozes d'África (Voix d'Afrique).
L'un des faits qui a stimulé l'émergence du romantisme au Brésil (pt) a été la proclamation de l'indépendance en 1822, qui, à son tour, a commencé la définition de l'identité brésilienne. Également connus sous le nom de nativistes, ils peuplent leurs romans et leurs vers d'Indiens courant librement dans leur environnement naturel et magnifique. Le principe romantique n'était pas de reconstituer une vérité historique, mais de trouver des valeurs présentables aux lecteurs.
Ainsi, la première vague de littérature et de philosophie sur la « brésilianité » (qui pourrait être appelée « nationaliste » ou « indianiste »), est marquée par l'exaltation de la nature, le retour au passé historique, les influences du médiévalisme romantique, la création du héros national avec la figure de l'Indien, d'où est apparue la dénomination « génération indianiste ». Le sentimentalisme et la religiosité sont d'autres caractéristiques présentes. Parmi les principaux auteurs figurent José de Alencar, Gonçalves de Magalhães, Gonçalves Dias et Manuel de Araújo Porto-Alegre.
Globalement, le romantisme et l'indianisme sont définis et expliqués comme deux coordonnées dont le point d'intersection est le nationalisme. Être indianiste constitue une manière de pratiquer le romantisme, en l'enracinant dans le contexte brésilien :

« Indépendamment de la théorie de Rousseau sur la bonté de l'homme primitif et même des racines du thème indianiste, l'indianisme qui surgit avec le romantisme au Brésil est profondément une manifestation nationaliste. Il est certain que nous pouvons la placer en correspondance avec le médiévalisme européen. »

## Étapes de l'indianisme et les auteurs les plus importants

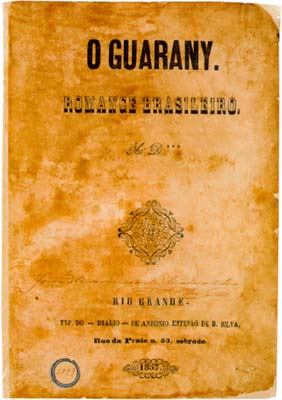
Couverture de la première édition dO Guarani (1857).

1. L'indianisme baroque — Père José de Anchieta ;
2. L'indianisme arcadien (pt)[b] — Basílio da Gama (pt), auteur du poème épique O Uraguai (pt) ;
3. L'indianisme romantique — José de Alencar, en prose, avec les romans O Guarani (pt), Iracema et Ubirajara (pt), entre autres. Alencar a défendu l'établissement d'un « consortium entre les indigènes (qui fournissent la nature abondante) et le colonisateur européen (qui, en échange, offre la culture, la civilisation)[c] ». C'est ainsi qu'est né le Brésilien. À tout moment, la nature de la patrie est exaltée, un cadre parfait pour une rencontre symbolique entre un Indien et un Européen, par exemple[3]. Dans les arts visuels, Moema, de Victor Meirelles, Marabá et O Último Tamoio, de Rodolfo Amoedo[8] ;
4. L'indianisme gonçalvien — Gonçalves Dias, en poésie, avec des poèmes répartis dans plusieurs livres, notamment I-Juca-Pirama, dans lequel il relate la mort du dernier vestige de la tribu Tupi, dévoré par les Indiens de la tribu Timbiras (pt) ; Marabá ; ainsi que l'inachevé Os Timbiras (pt).